# X-불활성화

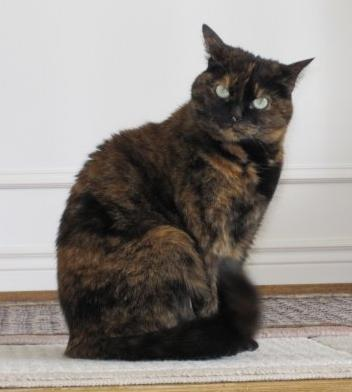
얼룩 고양이와 삼색털 고양이의 털색은 X-불활성화의 가시적인 발현이다. 털색 유전자의 검은색 및 주황색 대립 유전자는 X 염색체에 존재한다. 특정 털 부분의 경우, 한 대립 유전자를 가진 X 염색체의 불활성화는 다른 활성 대립 유전자의 털색을 유발한다.

체세포 분열을 겪는 여성 인간 배아 세포에서 무작위 X-염색체 불활성화의 과정 및 가능한 결과.
1.초기 단계 여성 인간 배아 세포
2.모계 X 염색체
3.부계 X 염색체
4.체세포 분열 및 무작위 X-염색체 불활성화 사건
5.부계 염색체는 한 딸 세포에서 무작위로 불활성화되고, 모계 염색체는 다른 딸 세포에서 불활성화된다.
6.부계 염색체는 두 딸 세포 모두에서 무작위로 불활성화된다.
7.모계 염색체는 두 딸 세포 모두에서 무작위로 불활성화된다.
8.세 가지 가능한 무작위 조합 결과

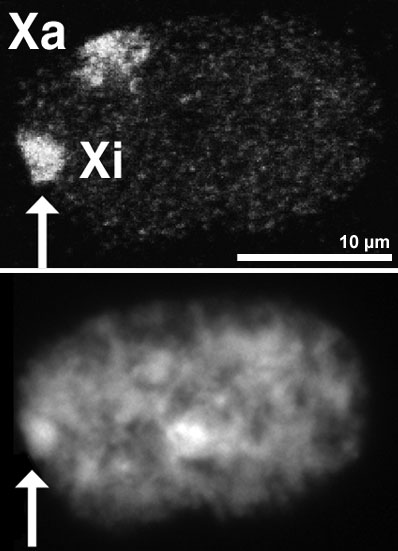
여성 세포의 핵. 위: FISH에 의해 두 X 염색체 모두 검출됨. 아래: DNA 염색제(DAPI)로 염색된 동일한 핵. 바소체는 화살표로 표시되며, 비활성 X(Xi)를 식별한다.

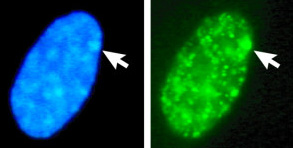
중기 여성 인간 섬유아세포. 화살표는 세포핵(왼쪽)의 DNA(DAPI)에 있는 성 염색질과 해당 X 염색질(오른쪽)을 가리킨다.
왼쪽: DNA(DAPI) 염색 핵. 화살표는 바소체(Xi)의 위치를 나타낸다. 오른쪽: DNA 관련 히스톤 단백질이 검출됨

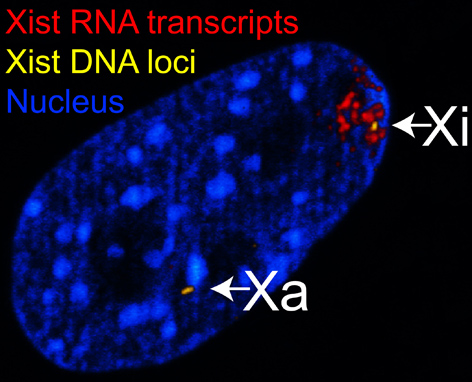
이 그림은 성체 암컷 생쥐의 섬유아세포에서 Xist에 대한 RNA-DNA FISH 결합 실험의 공초점 현미경 이미지를 보여주며, Xist RNA가 X 염색체 중 하나만 코팅하고 있음을 보여준다. Xist RNA에서 나오는 RNA FISH 신호는 비활성 X 염색체(Xi)를 표시하는 빨간색으로 표시된다. Xist 유전자좌에서 나오는 DNA FISH 신호는 활성 및 비활성 X 염색체(Xa, Xi)를 모두 표시하는 노란색으로 표시된다. 핵(DAPI로 염색됨)은 파란색으로 표시된다. 이 그림은 다음에서 수정되었다.:

X-불활성화(X-inactivation, 영국 유전학자 메리 라이언의 이름을 따서 라이어니제이션, lyonization 또는 라이언화라고도 함)는 수아강 암컷 포유류에서 X 염색체 사본 중 하나가 비활성화되는 과정이다. 비활성 X 염색체는 전사적으로 비활성 구조인 이질염색질로 포장되어 침묵된다. 거의 모든 암컷 포유류는 두 개의 X 염색체를 가지고 있기 때문에, X-불활성화는 단 하나의 X 염색체만 가지고 있는 수컷보다 두 배 많은 X 염색체 유전자 산물을 가지는 것을 방지한다(용량 보상 참조).
특정 배아 세포에서 비활성화될 X 염색체의 선택은 인간과 같은 태반 포유류에서는 무작위적이지만, 일단 X 염색체가 비활성화되면 세포의 수명과 유기체 내의 후손(세포 계열)에 걸쳐 비활성 상태를 유지한다. 그 결과 유기체의 모든 세포에서 비활성화된 X 염색체의 선택은 무작위 분포이며, 종종 세포의 절반 정도는 부계 X 염색체가 비활성화되고 절반은 모계 X 염색체가 비활성화된 경우가 많다. 그러나 일반적으로 X-불활성화는 한 유기체 내의 세포 계열에 걸쳐 고르지 않게 분포한다(편향된 X-불활성화).
태반 포유류의 무작위 X-불활성화와 달리, 유대류의 불활성화는 오직 부계 유래 X 염색체에만 적용된다.

## 메커니즘

### 설치류의 X 염색체 활성화 주기
아래 단락은 설치류에만 해당하며 대부분의 포유류의 X 불활성화를 반영하지 않는다.
X-불활성화는 암컷 생명 주기 동안 X 염색체의 활성화 주기의 일부이다. 난자와 수정된 접합자는 처음에는 모계 전사체를 사용하며, 접합자 유전체 활성화까지 전체 배아 유전체가 침묵된다. 그 후, 모든 생쥐 세포는 4–8세포기 배아에서 부계 유래 X 염색체의 초기, 각인된 불활성화를 겪는다. 배아를 지지하는 태반 및 기타 조직을 형성하는 배아외 조직은 이러한 초기 각인된 불활성화를 유지하며, 따라서 이러한 조직에서는 모계 X 염색체만 활성 상태이다.
초기 주머니배에서 이 초기 각인된 X-불활성화는 내세포집단의 세포(배아를 형성함)에서 역전되며, 이 세포들에서는 두 X 염색체 모두 다시 활성화된다. 그런 다음 각 세포는 독립적으로 무작위로 X 염색체 한 쌍을 비활성화한다. 이 불활성화는 생식계열을 제외하고는 개체의 평생 동안 되돌릴 수 없다. 생식계열에서 감수분열 진입 전, X-불활성화는 역전되어 감수분열 후 모든 단상 난모세포는 단일 활성 X 염색체를 포함한다.

#### 개요
Xi는 비활성 X 염색체를, Xa는 활성 X 염색체를 나타낸다. XP는 부계 X 염색체를, XM는 모계 X 염색체를 나타낸다. 난자(XM을 가짐)가 정자(Y 또는 XP를 가짐)에 의해 수정되면 이배체 접합자가 형성된다. 접합자에서 성체 단계, 그리고 다음 세대의 난자에 이르기까지 X 염색체는 다음과 같은 변화를 겪는다:
1. XiP XiM 접합자 → 접합자 유전체 활성화를 거쳐:
2. XaP XaM → 각인된 (부계) X-불활성화를 거쳐:
3. XiP XaM → 초기 주머니배 단계에서 X-활성화를 거쳐:
4. XaP XaM → 주머니배 단계에서 배아 계열(내세포집단)에서 무작위 X-불활성화를 거쳐:
5. XiP XaM 또는 XaP XiM → 감수분열 전 원시생식세포에서 X-재활성화를 거쳐:
6. XaM 및 XaP 감수분열 정지 상태의 이배체 생식세포. 감수분열 I은 배란과 함께 완료되므로, 인간 생식세포는 발생 초기 몇 주부터 사춘기까지 이 단계에 존재한다. 감수분열의 완료는 다음으로 이어진다:
7. XaM 및 XaP 단상 생식세포(난자).

X 활성화 주기는 생쥐에서 가장 잘 연구되었지만, 인간에서도 여러 연구가 있다. 대부분의 증거는 생쥐에서 나온 것이므로, 위 도식은 생쥐에서의 사건을 나타낸다. 감수분열의 완료는 명확성을 위해 여기에서 단순화되었다. 단계 1–4는 시험관 내 수정 배아 및 분화하는 줄기 세포에서 연구될 수 있으며, X-재활성화는 발달 중인 배아에서 일어나고, 그 다음(6–7) 단계는 여성의 몸 안에서 일어나므로 연구하기 훨씬 어렵다.

##### 시기
각 과정의 시기는 종에 따라 다르며, 많은 경우 정확한 시기는 활발히 논쟁 중이다. [이 표의 인간 X-불활성화 시기 전체는 매우 의심스러우며 경험적 데이터로 적절히 입증될 때까지 제거되어야 한다.]
|   | 과정                                      | 생쥐               | 인간                         |
| 1 | 접합자 유전체 활성화                      | 2–4세포기          | 2–8세포기                    |
| 2 | 각인된 (부계) X-불활성화                  | 4–8세포기          | 인간에서 발생하는지 불분명함 |
| 3 | X-활성화                                  | 초기 주머니배 단계 | 초기 주머니배 단계           |
| 4 | 배아 계열(내세포집단)의 무작위 X-불활성화 | 후기 주머니배 단계 | 착상 후 후기 주머니배 단계   |
| 5 | 감수분열 전 원시생식세포의 X-재활성화     |                    | 발생 4주 이전부터 14주까지   |

##### 세포 세대에 걸친 비활성화 상태의 유전
특정 X 염색체를 비활성화시킨 각 세포의 후손은 동일한 염색체를 비활성화시킬 것이다. 반성 유전 색소 유전자에 대해 암컷이 이형접합성일 때 삼색털 고양이의 독특한 털 패턴에서 관찰될 수 있는 이 현상은 모자이크 현상과 혼동되어서는 안 된다. 모자이크 현상은 동일한 개체 내에서 다양한 세포 집단의 유전자형 차이를 특별히 지칭하는 용어이다. 다른 표현형을 초래하는 후성유전적 변화인 X-불활성화는 유전자형 수준의 변화가 아니다. 따라서 개별 세포 또는 계통의 불활성화는 편향되거나 '비무작위적'이며, 이는 반성 유전 유전 질환의 여성 '보인자'에게 경미한 증상을 유발할 수 있다.

### 하나의 활성 X 염색체 선택
일반적인 암컷은 두 개의 X 염색체를 가지고 있으며, 특정 세포에서는 하나의 염색체가 활성 상태(Xa로 지정)이고 다른 하나는 비활성 상태(Xi)이다. 그러나 X 염색체 추가 사본을 가진 개체에 대한 연구에 따르면, X 염색체가 두 개 이상인 세포에서도 Xa는 하나만 존재하며 나머지 X 염색체는 모두 비활성화된다. 이는 암컷에서 X 염색체의 기본 상태가 비활성화이지만, 하나의 X 염색체는 항상 활성 상태를 유지하도록 선택된다는 것을 나타낸다.
X-염색체 불활성화는 위판의 낭배 형성 시점에 발생하는 무작위 과정으로 이해된다(배아를 형성할 세포들). 모계와 부계 X 염색체는 비활성화될 확률이 동일하다. 이는 여성이 X-연관 질환으로 남성보다 약 50% 정도 더 자주 고통받을 것으로 예상된다는 것을 의미한다(여성은 X 염색체가 두 개, 남성은 하나이므로). 그러나 실제로는 여성에서 이러한 질환의 발생률이 훨씬 낮다. 이러한 차이에 대한 한 가지 설명은 비활성화된 X 염색체의 12–20% 유전자가 계속 발현되어 여성에게 X-염색체에 의해 코딩된 결함 유전자에 대한 추가적인 보호를 제공한다는 것이다. 일부는 이러한 차이가 선호적(비무작위) 불활성화의 증거여야 한다고 제안한다. 부계 X-염색체의 선호적 불활성화는 유대류와 배아를 둘러싼 막을 형성하는 세포 계통 모두에서 발생한다. 반면 태반 포유류에서는 모계 또는 부계 유래 X-염색체가 다른 세포 계통에서 비활성화될 수 있다.
X-염색체 불활성화의 기간이 이러한 차이를 설명한다. 불활성화는 배아를 형성하는 낭배 형성 중 위판에서 발생한다. 불활성화는 세포 수준에서 발생하여 모자이크 발현을 초래하며, 세포 패치에는 비활성 모계 X-염색체가 있고 다른 패치에는 비활성 부계 X-염색체가 있다. 예를 들어, 혈우병(X-연관 질환)에 대해 이형접합성인 여성은 간 세포의 절반이 제대로 기능할 것이며, 이는 일반적으로 정상적인 혈액 응고를 보장하기에 충분하다. 우연히 훨씬 더 많은 기능 장애 세포가 발생할 수 있지만, 그러한 통계적 극단은 드물다. 염색체의 유전적 차이 또한 한 X-염색체가 비활성화될 가능성을 높일 수 있다. 또한, 한 X-염색체에 성장을 방해하거나 생존 불가능하게 만드는 돌연변이가 있다면, 무작위로 그 X-염색체를 비활성화시킨 세포는 무작위로 정상 대립유전자를 비활성화시킨 세포보다 선택적 이점을 가질 것이다. 따라서 불활성화는 처음에는 무작위적이지만, 정상 대립유전자를 비활성화시킨 세포(돌연변이 대립유전자를 활성 상태로 남겨둠)는 결국 기능적으로 정상적인 세포에 의해 과성장되고 대체될 것이며, 이들 세포는 거의 모두 동일한 X-염색체가 활성화되어 있다.
X 염색체에 결합하여 불활성화를 방지하는 상염색체에 암호화된 '차단 인자'가 있다는 가설이 있다. 이 모델은 차단 인자가 제한적이므로, 사용 가능한 차단 인자 분자가 하나의 X 염색체에 결합하면 나머지 X 염색체는 불활성화로부터 보호되지 않는다고 가정한다. 이 모델은 많은 X 염색체를 가진 세포에 하나의 Xa가 존재한다는 것과 정상 상염색체 수의 두 배를 가진 세포 계통에 두 개의 활성 X 염색체가 존재한다는 사실로 뒷받침된다.
X 염색체에 존재하는 X 불활성화 중심 (XIC)의 서열은 X 염색체의 침묵을 제어한다. 가설적인 차단 인자는 XIC 내의 서열에 결합할 것으로 예측된다.

### 이형접합성 암컷에서 X-연관 질환의 발현
암컷 X 이형접합성의 효과는 삼색털 고양이의 독특한 털 패턴과 같은 일부 국소화된 특성에서 분명히 나타난다. 그러나 이러한 암컷에서 질병의 발현과 같이 국소화되지 않은 특성의 발현을 완전히 이해하는 것은 더 어려울 수 있다.
수컷은 X 염색체를 하나만 가지고 있기 때문에, 모든 발현되는 X 염색체 유전자(또는 주어진 유전자에 대해 집단에 여러 변이형이 있는 경우 대립 유전자)는 그 염색체 사본에 위치한다. 그러나 암컷은 주로 활성 상태로 남아 있는 X 염색체 사본에 위치한 유전자 또는 대립 유전자를 발현한다. 특정 표현형에서 개별적인 차이를 유발하는 하나의 유전자 또는 여러 유전자(즉, 해당 표현형에 대해 집단에서 관찰되는 변이를 유발함)의 상황을 고려할 때, 동형접합성 암컷에서는 염색체의 어떤 사본이 비활성화되는지는 특별히 중요하지 않다. 왜냐하면 두 사본의 대립 유전자가 동일하기 때문이다. 그러나 원인 유전자에 대해 이형접합성인 암컷에서는 다른 염색체 사본보다 한 염색체 사본의 비활성화가 표현형 값에 직접적인 영향을 미칠 수 있다. 이러한 현상 때문에, 관련 유전자 또는 유전자들에 대해 이형접합성인 암컷에서 동형접합성인 암컷보다 표현형 변이가 증가하는 것이 관찰된다. 표현형 변이가 나타날 수 있는 다양한 방식이 많다. 많은 경우, 이형접합성 암컷은 무증상이거나 주어진 질환의 경미한 증상만 나타낼 수 있다. 예를 들어 X-연관 부신백질이영양증과 같은 경우이다.
이형접합성 암컷의 표현형 분화는 X-불활성화 편향의 존재에 의해 심화된다. 일반적으로 각 X-염색체는 세포의 절반에서 침묵되지만, 이 과정은 염색체의 선호적 불활성화가 발생할 때 편향된다. 편향은 우연 또는 불리한 돌연변이와 같이 염색체의 물리적 특성으로 인해 침묵되는 빈도가 더 높거나 낮아질 수 있다고 생각된다.
평균적으로 각 X 염색체는 세포의 절반에서 비활성화되지만, 여성의 5~20%는 X-불활성화 편향을 보인다. 편향이 있는 경우, 편향 비율에 따라 경미한 증상부터 심각한 증상까지 광범위한 증상 발현이 발생할 수 있다. 이의 극단적인 예는 일란성 암컷 쌍둥이가 멘케스병(X-연관 질환) 발현에서 극심한 변이를 보여 한 쌍둥이는 사망하고 다른 쌍둥이는 무증상으로 남아있는 경우였다.
X-불활성화 편향은 비활성화를 유발하는 메커니즘의 문제 또는 염색체 자체의 문제로 인해 발생할 수 있다고 생각된다. 그러나 표현형과 편향 사이의 연관성은 여전히 의문시되고 있으며, 사례별로 검토되어야 한다. 뒤센 및 베커 근이영양증(DMD)에 대해 이형접합성인 증상성 및 무증상 여성 모두를 조사한 연구에서는 전사체 발현과 편향된 X-불활성화 사이의 명백한 연관성을 찾지 못했다. 이 연구는 두 메커니즘이 독립적으로 조절되며, 다른 알려지지 않은 요인들이 작용하고 있음을 시사한다.

### 염색체 구성 요소
X 염색체에 있는 X-불활성화 중심(또는 간단히 XIC)은 X-불활성화를 일으키기에 필요하고 충분하다. XIC를 상염색체에 두는 염색체 전좌는 상염색체의 불활성화를 초래하고, XIC가 없는 X 염색체는 불활성화되지 않는다.
XIC는 X-불활성화에 관여하는 4개의 비-번역 RNA 유전자, Xist, Tsix, Jpx 및 Ftx를 포함한다. XIC는 또한 알려진 및 알려지지 않은 조절 단백질의 결합 부위를 포함한다.

### Xist 및 Tsix RNA
X-불활성 특이 전사체(Xist) 유전자는 전사되는 X 염색체의 특이적 침묵을 매개하는 역할을 하는 거대한 비암호화 RNA를 암호화한다. 비활성 X 염색체는 Xist RNA로 코팅되어 있는 반면, 활성 X 염색체는 그렇지 않다(오른쪽 그림 참조). Xist 유전자가 없는 X 염색체는 비활성화될 수 없다. Xist 유전자를 다른 염색체에 인공적으로 배치하고 발현시키면 해당 염색체가 침묵된다.
불활성화 전에 두 X 염색체 모두 Xist 유전자에서 Xist RNA를 약하게 발현한다. 불활성화 과정 동안, 미래의 Xa는 Xist 발현을 중단하는 반면, 미래의 Xi는 Xist RNA 생산을 극적으로 증가시킨다. 미래의 Xi에서는 Xist RNA가 XIC에서 퍼져 염색체를 점진적으로 코팅한다. Xist RNA는 Xa에 국한되지 않는다. Xist RNA에 의한 코팅 직후 Xi를 따른 유전자 침묵이 일어난다.
Xist와 마찬가지로 Tsix 유전자는 단백질을 암호화한다고 믿어지지 않는 큰 RNA를 암호화한다. Tsix RNA는 Xist와 역감지 전사되며, 이는 Tsix 유전자가 Xist 유전자와 겹치고 Xist 유전자와 반대 DNA 가닥에서 전사된다는 것을 의미한다. Tsix는 Xist의 음성 조절자이다. Tsix 발현이 없는 X 염색체(따라서 Xist 전사가 높은 수준을 가짐)는 정상 염색체보다 훨씬 더 자주 비활성화된다.
Xist와 마찬가지로 불활성화 전에 두 X 염색체 모두 Tsix 유전자에서 Tsix RNA를 약하게 발현한다. X-불활성화가 시작되면, 미래의 Xi는 Tsix RNA 발현을 중단(및 Xist 발현 증가)하는 반면, Xa는 며칠 동안 Tsix를 계속 발현한다.
Rep A는 또 다른 긴 비암호화 RNA인 Xist와 함께 X 불활성화에 작용한다. Rep A는 Xist의 역감지인 Tsix의 기능을 억제하며 Xite의 발현을 제거한다. Rep A는 PRC2를 유인하여 Tsix 영역의 메틸화를 촉진하고, 따라서 X 염색체 중 하나를 비활성화한다.

### 침묵
비활성 X 염색체는 활성 X 염색체와 달리 대부분의 유전자를 발현하지 않는다. 이는 Xi를 억압적인 이질염색질이 침묵시켜 Xi DNA를 압축하고 대부분의 유전자 발현을 방지하기 때문이다.
Xa에 비해 Xi는 높은 수준의 DNA 메틸화, 낮은 수준의 히스톤 아세틸화, 낮은 수준의 히스톤 H3 라이신-4 히스톤 메틸화, 그리고 PRC2 복합체에 의해 부착되는 높은 수준의 히스톤 H3 라이신-9 메틸화 및 H3 라이신-27 메틸화 표지를 가지며, 이들은 모두 유전자 침묵과 관련되어 있다. PRC2는 DNA 손상 반응을 포함한 여러 과정에서 염색질 압축 및 염색질 재구성을 조절한다. 또한, macroH2A(H2AFY)라는 히스톤 변이형은 Xi를 따라 있는 뉴클레오솜에서만 발견된다.

### 바소체
Xi와 같은 이질염색질로 포장된 DNA는 Xa와 같은 진정염색질로 포장된 DNA보다 더 응축되어 있다. 비활성 X는 세포핵 내에 바소체라고 불리는 독립적인 몸체를 형성한다. 바소체는 일반적으로 핵의 주변부에 위치하며, 세포 주기 내에서 DNA 복제가 늦고, Xi를 포함하므로 이질염색질 변형 및 Xist RNA를 포함한다.

#### 비활성 X 염색체에서 발현되는 유전자
X 염색체를 따라 있는 유전자 중 일부는 Xi에서 불활성화를 벗어난다. Xist 유전자는 Xi에서 높은 수준으로 발현되며 Xa에서는 발현되지 않는다. 다른 많은 유전자들도 불활성화에서 벗어난다. 일부는 Xa와 Xi에서 동일하게 발현되며, 다른 일부는 두 염색체 모두에서 발현되지만 여전히 Xa에서 주로 발현된다. 인간 Xi의 유전자 중 최대 4분의 1이 탈출할 수 있다. 생쥐 연구에 따르면 특정 세포 유형에서 유전자의 3%에서 15%가 불활성화를 벗어나며, 탈출하는 유전자의 정체성은 조직마다 다르다.
불활성화를 벗어나는 많은 유전자는 X 염색체의 대부분과 달리 Y 염색체에도 존재하는 유전자를 포함하는 X 염색체 영역에 존재한다. 이러한 영역은 성 염색체의 대부분의 유전자와 달리 성별에 관계없이 두 개의 유전자 사본을 받는 유사상염색체 영역이라고 불린다. 성별에 관계없이 모든 개인이 유사상염색체 영역의 모든 유전자에 대해 두 개의 사본을 받으므로 암컷에게는 용량 보상이 필요 없으며, 따라서 이러한 DNA 영역은 X-불활성화를 벗어나기 위한 메커니즘을 진화시켰다고 가정된다. Xi의 유사상염색체 영역 유전자들은 Xi의 전형적인 변형을 가지지 않으며 Xist RNA가 거의 결합되지 않는다.
비활성 X 염색체에서 침묵되지 않는 유전자의 존재는 터너 증후군(X0, SHOX 유전자로 인해 발생) 또는 클라인펠터 증후군(XXY)과 같이 X 염색체 수가 비정상적인 인간의 결함을 설명한다. 이론적으로 X-불활성화는 영향을 받은 개체와 일반적인 염색체 보체를 가진 개체 사이의 유전자 용량 차이를 제거해야 한다. 그러나 영향을 받은 개체에서는 X-불활성화가 불완전하며, 이러한 비침묵 유전자들은 X-불활성화를 벗어나므로 상염색체 이수성과 유사하게 용량이 달라진다.
X-불활성화로부터 벗어나는 것을 제어하는 정확한 메커니즘은 알려져 있지 않지만, 침묵된 영역과 탈출 영역은 뚜렷한 염색질 표지를 가지는 것으로 나타났다. X-불활성화로부터의 벗어남은 탈출하는 염색체 도메인 내에서 긴 비암호화 RNA (lncRNA)의 발현에 의해 매개될 수 있다고 제안되었다.

## 실험 생물학에서의 활용
스탠리 마이클 가틀러는 암의 클론 기원을 입증하기 위해 X-염색체 불활성화를 사용했다. 성 염색체 연결된 G6PD 유전자의 이소효소에 대해 이형접합성인 암컷의 정상 조직과 종양을 조사한 결과, 그러한 개체의 종양 세포는 한 가지 형태의 G6PD만 발현하는 반면, 정상 조직은 두 가지 다른 표현형을 발현하는 세포의 거의 동일한 혼합물로 구성되어 있음이 입증되었다. 이 패턴은 단일 세포가 아닌 집단이 암으로 성장한다는 것을 시사한다. 그러나 이 패턴은 많은 암 유형에서 잘못된 것으로 입증되어 일부 암은 다클론성 기원일 수 있음을 시사한다.
게다가 X 염색체에 위치한 다형성 인간 안드로겐 수용체(HUMARA)의 메틸화(불활성화) 상태를 측정하는 것은 암컷 암 생검에서 클론성을 평가하는 가장 정확한 방법으로 간주된다. 이 방법으로 다양한 종양을 검사했으며, 신장암과 같은 일부는 단클론성으로, 다른 일부(예: 중피종)는 다클론성으로 보고되었다.
연구자들은 또한 X-염색체 비활성화를 사용하여 상염색체의 활동을 침묵시키는 방법을 연구해왔다. 예를 들어, Jiang 등은 다운 증후군21번 염색체 세염색체증 개체에서 유래한 줄기 세포의 21번 염색체 사본 중 하나에 Xist 유전자의 사본을 삽입했다. 삽입된 Xist 유전자는 바소체 형성을 유도하고, 안정적인 이질염색질 변형을 유발하며, 21번 염색체의 여분 사본에 있는 대부분의 유전자를 침묵시킨다. 이러한 변형된 줄기 세포에서 Xist 매개 유전자 침묵은 다운 증후군과 관련된 일부 결함을 역전시키는 것으로 보인다.

## 역사
오노 스스무는 1959년 포유류의 두 X 염색체가 다르다는 것을 보여주었다. 하나는 상염색체와 유사하게 보였고, 다른 하나는 응축되어 이질염색질적이었다. 이 발견은 두 연구 그룹에게 X 염색체 중 하나가 불활성화된다는 것을 독립적으로 시사했다.
1961년 메리 라이언은 암컷 생쥐의 털 색깔 유전자에 대해 이형접합성인 암컷 생쥐의 반점 표현형을 설명하기 위해 하나의 암컷 X 염색체의 무작위 불활성화를 제안했다. 라이언 가설은 또한 암컷 세포의 X 염색체 사본 중 하나가 고도로 응축되어 있고, X 염색체 사본이 하나만 있는 생쥐는 불임 암컷으로 발달한다는 사실을 설명했다. 이는 포도당 6-인산 탈수소효소(G6PD) 결핍에 대해 이형접합성인 암컷을 연구하던 어니스트 뷰틀러에게 그러한 이형접합체에는 결핍 세포와 정상 세포라는 두 가지 적혈구 집단이 존재한다는 것을 시사했다. 이는 비활성화된 X 염색체(적혈구 전구 세포의 핵에 있음)가 정상 또는 결함 있는 G6PD 대립유전자를 포함하는지에 따라 달라진다.

## 같이 보기
- 성결정계
- 용량 보상
- 바소체
- 이질염색질
- 후성유전학
- 편향된 X-불활성화
- X-불활성화와 관련이 있다고 생각되는 발달 장애:
  - 영아기 발작성 뇌병증 제9형
  - 전두골 이형성증

## 더 읽어보기
- Huynh KD, Lee JT (May 2005). 《X-chromosome inactivation: a hypothesis linking ontogeny and phylogeny》. 《Nature Reviews. Genetics》 6. 410–8쪽. doi:10.1038/nrg1604. PMID 15818384. S2CID 19245310.
- Goto T, Monk M (June 1998). 《Regulation of X-chromosome inactivation in development in mice and humans》. 《Microbiology and Molecular Biology Reviews》 (Review Article) 62. 362–78쪽. doi:10.1128/MMBR.62.2.362-378.1998. PMC 98919. PMID 9618446.
- Lyon MF (December 2003). 《The Lyon and the LINE hypothesis》. 《Seminars in Cell & Developmental Biology》 (Review Article) 14. 313–8쪽. doi:10.1016/j.semcdb.2003.09.015. PMID 15015738.
- Ng K, Pullirsch D, Leeb M, Wutz A (January 2007). 《Xist and the order of silencing》. 《EMBO Reports》 (Review Article) 8. 34–9쪽. doi:10.1038/sj.embor.7400871. PMC 1796754. PMID 17203100.
- Cerase A, Pintacuda G, Tattermusch A, Avner P (August 2015). 《Xist localization and function: new insights from multiple levels》. 《Genome Biology》 16. 166쪽. doi:10.1186/s13059-015-0733-y. PMC 4539689. PMID 26282267.